# The Minch
The Minch (en gaèlic; An Cuan Sgitheanach, An Cuan Sgìth, Cuan na Hearadh, o An Cuan Leòdhasach), també anomenat North Minch, és un estret al nord-oest d'Escòcia, que separa les Terres Altes del nord-oest i les Hèbrides Interiors del nord de Lewis i Harris a les Hèbrides Exteriors. Era conegut com Skotlandsfjörð (el fiord d'Escòcia; «Scotland's fjord/firth» en nòrdic antic).

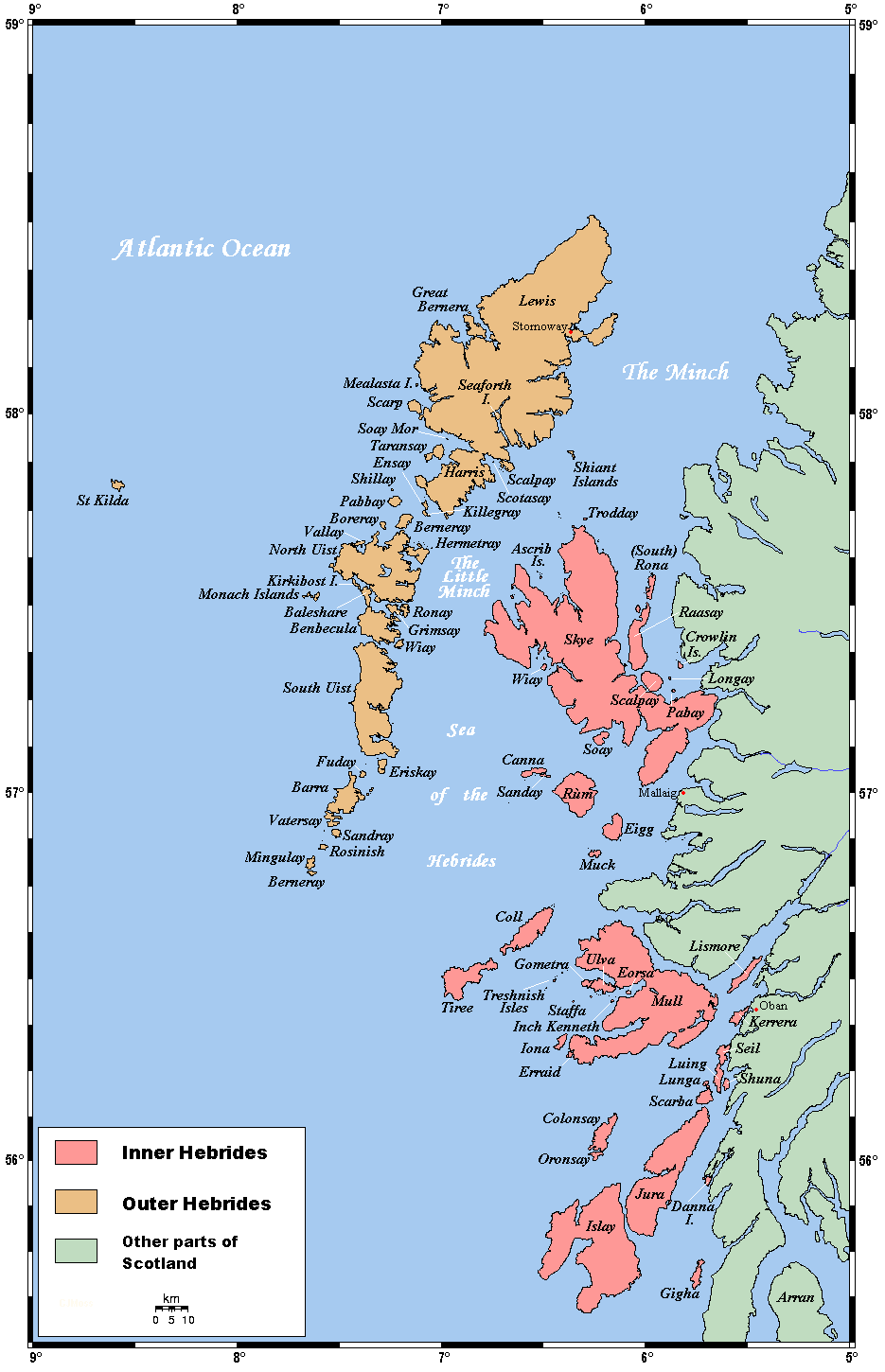
Mapa de les Hèbrides, que mostra The Minch

The Lower Minch (an Cuan Canach), també conegut com The Little Minch, és l'extensió sud de The Minch, que separa Skye de les Hèbrides Exteriors inferiors: North Uist, Benbecula, South Uist, Barra, etc. S'obre a la mar de les Hèbrides. The Little Minch és el límit nord del mar de les Hèbrides.

## Geografia
La màxima autoritat internacional en matèria de delimitació de mars, l'Organització Hidrogràfica Internacional (International Hydrographic Organization, IHO), no considera The Minch com un mar independent, sinó formant part dels «mars interiors de la costa oest d'Escòcia» (Inner Sigues off the West Coast of Scotland). En la seva publicació de referència mundial, Limits of oceans and seas (Límits d'oceans i mars, 3a edició de 1953), assigna el número d'identificació 18 i el defineix de la forma següent:
| «                                  | (castellà) On the West and North. A line running from Bloody Foreland (55º10'N, 8º17'W) in Ireland to the West point of Tory Island, on to Barra Head, the Southwest point of the Hebrides, thence trough these islands, in such a manner that the West coasts of the main islands appertain to the Atlantic Ocean (23) and all the narrow waters appertain to the Inner Seas, as far as the Butt of Lewis (North Point), and thence to Cape Wrath (58º37'N) in Scotland. On the South. A line joining the South extreme of Mull of galloway (54º38'N) in Scotland and Ballyquintin Point (54º20'N) in Ireland. | (català) A l'Oest i Nord. Una línia que va des de Bloody Foreland (55º10'N, 8º17'W) a Irlanda, fins a l'oest de l'illa Tory, cap a Barra Head, al punt sud-oest de les illes Hèbrides, i des d'allà a través d'aquestes illes, de tal manera manera que les costes occidentals de les principals illes pertanyen a l'oceà Atlàntic (23) i totes les aigües de l'estret pertanyen als Mars Interiors, fins a la Punta de Lewis (North Point), i des d'allà fins al Cape Wrath (58º37'N) a Escòcia. Al Sud. Una línia que uneix l'extrem sud del Promontori de Galloway (54º38'N) a Escòcia i punta Ballyquintin (54º20'N), a Irlanda. | » |
| — Limits of oceans and seas, p. 12 | | |   |

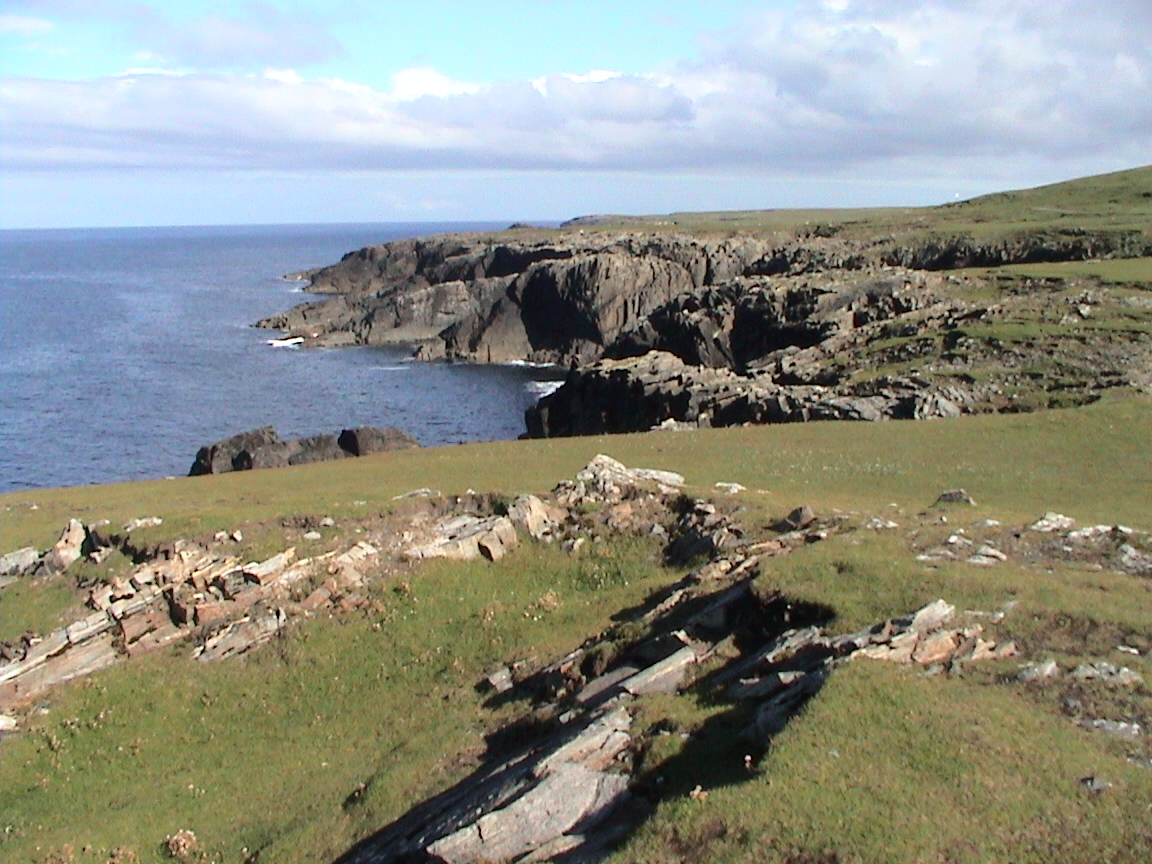
Vista de la punta de Lewis (Butt of Lewis), el punt més septentrional de l'illa de Lewis, límit nord-occidental de The Minch
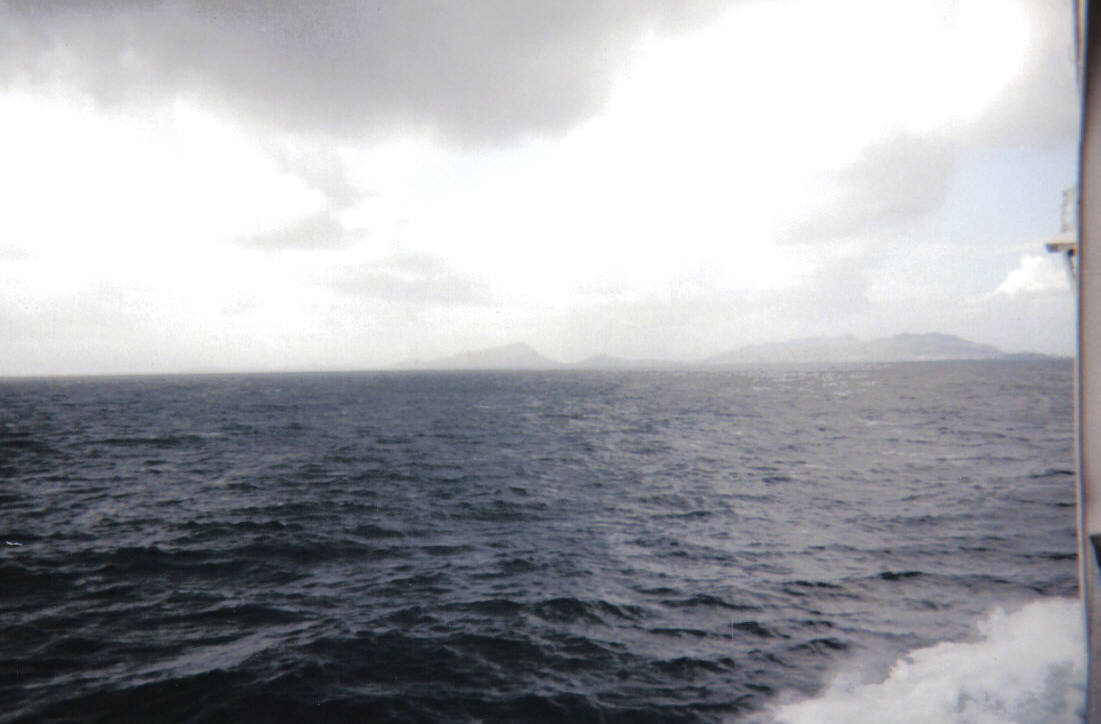
The Little Minch, vista cap al llac nam Madadh

The Minch oscil·la entre 23 a 72 km d'amplada i fa aproximadament 110 km de llarg. Es creu que és el lloc del meteorit més gran que ha colpejat mai les illes britàniques. The Lower Minch té uns 24 km d'amplada. El juny de 2010, Eilidh Macdonald es va convertir en la primera persona a creuar-lo nedant des de Waternish Point (Skye) fins a Rodel (Harris), en un temps de 9 1⁄2 hores.

## Navegació
Un esquema de separació del trànsit funciona a The Little Minch, amb el trànsit en direcció nord a prop de Skye i en direcció sud a prop de Harris. Caledonian MacBrayne opera els serveis comercials de ferri a través de The Minch.

### Fars
Al sud, la seva entrada està marcada pels fars de Barra Head, Ushenish i Hyskeir. A Skye, hi ha fars a Neist Point, Vaternish i An t-Iasgair. Les Hèbrides Exteriors estan marcades per Weavers Point, Eilean Glas, Tiumpan Head i Butt of Lewis. A l'est hi ha els fars de Rubha Réidh, Stoer Head i Cape Wrath.

### Altres ajudes per a la navegació
Una boia marca «Eugenie Rock» (anomenat així pel vaixell que va naufragar el maig de 1859) i el proper Sgeir Graidach. Anteriorment, aquests perills estaven marcats per una balisa pintada de vermell a Sgeir Graidach, els fonaments de la qual encara es poden veure amb la marea baixa.

## Mitologia
Segons la tradició local, els mitològics homes blaus del Minch viuen en aquesta àrea.

## Conservació
El projecte Minch (The Minch Project) és una col·laboració de Comhairle nan Eilean Siar, Comhairle na Gàidhealtachd (Consell de les Terres Altes) i NàdarAlba (Patrimoni Natural Escocès) que té com a objectiu reduir la contaminació, minimitzar l'erosió, minimitzar les deixalles i promoure el turisme a The Minch, especialment el turisme de vida salvatge com l'observació de dofins. La contaminació és una preocupació particular, ja que The Minch és una ruta marítima molt transitada; 2,5 milions de tones (2,8 milions de tones curtes) de càrrega passen pel canal cada mes.